# Pianosonate nr. 22 (Beethoven)
Pianosonate nr. 22 in F majeur, op. 54, is een pianosonate van Ludwig van Beethoven. Hij schreef het stuk, dat circa 12 minuten duurt, in 1804. De sonate heeft slechts twee delen, terwijl een normale sonate er drie of vier telt.

## Onderdelen
De sonate bestaat uit twee delen:
- I In tempo d'un menuetto
- II Allegretto

### In tempo d'un menuetto
Dit is het eerste deel van de sonate. Het stuk staat in F majeur en heeft een 3/4 maat. Een standaard opvoering van dit deel duurt ongeveer 6 minuten.

### Allegretto
Dit is het tweede en laatste deel van de sonate. Het stuk staat ook in F majeur en heeft een 2/4 maat. Gemiddeld duurt dit stuk ongeveer 6 minuten.

## Contrast
De delen van deze sonate staan op verschillende punten lijnrecht tegenover elkaar. Dit doen zij onder andere op de volgende punten:
- Tempo. Het eerste deel is rustig, het tweede is geërgerd.
- Maat. Het eerste deel is driedelig, het tweede is tweedelig.
- Thema's. Het eerste deel heeft twee aparte thema's, het tweede deel heeft één thema.